# 恩斯特·奥托·菲舍尔

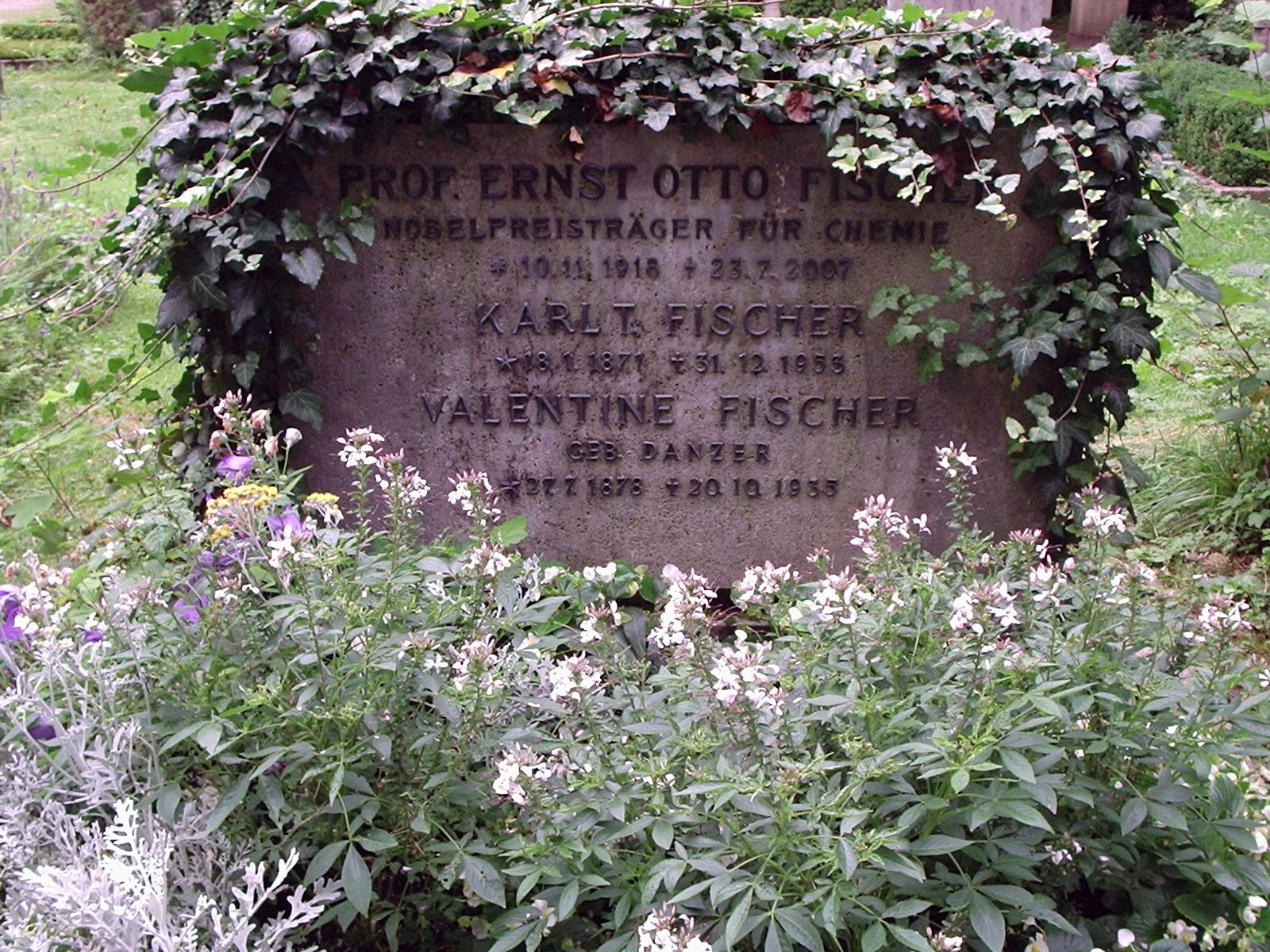
恩斯特·奥托·菲舍尔（Ernst Otto Fischer）的坟墓，慕尼黑索恩公墓（2012年7月）

恩斯特·奥托·菲舍尔（1918年11月10日—2007年7月23日），德国化学家。因对金属有机化合物的研究与杰弗里·威尔金森一起获得1973年诺贝尔化学奖。